# Parco Sorgenti del torrente Lura
Il Parco Sorgenti del torrente Lura è un parco locale di interesse sovracomunale (PLIS) istituito da 10 Comuni della Provincia di Como (Albiolo, San Fermo della Battaglia, Colverde, Faloppio, Lurate Caccivio, Montano Lucino, Olgiate Comasco, Oltrona di San Mamette, Uggiate con Ronago e Villa Guardia) con lo scopo di tutelare e valorizzare il bacino imbrifero di diversi corsi d’acqua dell’area a Nord di Milano, tra cui il più importante è il torrente Lura.

## Storia
L’idea di creare il Parco nasce nel 2001 da parte di Amministratori e cittadini dei Comuni di Colverde e Lurate Caccivio. Il Parco, che è stato riconosciuto come “sovracomunale” dalla Provincia di Como nel 2007.
Il Parco è gestito tramite una convenzione tra i Comuni, sottoscritta nel 2015. Il Comune capo-convenzione, è Lurate Caccivio. La sede operativa è in via Roma 307 a Colverde, frazione Gironico.

## Il territorio del parco
Il Parco occupa un territorio di 2.015 ettari che crea una connessione ecologica su due assi: quello est-ovest fra il Parco regionale Spina Verde e il Parco della Pineta di Appiano Gentile e Tradate, e quello Nord-Sud fra la dorsale collinare di confine e il Parco del Lura. 
Il territorio del Parco è compreso in una zona collinare di transizione tra i rilievi prealpini comaschi e l’alta pianura. Gli eventi glaciali che si sono succeduti nel corso del periodo Quaternario hanno causato un’estesa variabilità morfologica composta da cordoni morenici, terrazzi e piane fluvioglaciali. All’interno di questi elementi si inseriscono i corsi d’acqua del Parco, tutti di carattere torrentizio poiché alimentati dagli eventi meteorici. 
Il più importante è il torrente Lura, che nasce a Uggiate con Ronago, e al quale afferiscono la maggior parte dei corsi d’acqua minori del territorio. 
Un altro elemento appartenente al reticolo principale è il torrente Faloppia, che ha origine tra Uggiate con Ronago e Faloppio e scorre nella Val Mulini. Varcato il confine elvetico, il Faloppia confluisce nel torrente Breggia, che termina poi nel lago di Como, in Comune di Cernobbio.
La parte orientale del territorio del Parco, compresa nei Comuni di San Fermo della Battaglia, Montano Lucino e Villa Guardia, fa invece parte del bacino del fiume Seveso, al quale afferiscono corsi d’acqua minori come il torrente Val Grande, il Vallone di Trivino e il Lusert.
Nell’estremità occidentale, fra il comune di Olgiate Comasco e Oltrona di San Mamette, scorre il torrente Antiga, elemento del reticolo idrico minore che afferisce al torrente Bozzente.
Punti di particolare interesse sono:
- il Roccolo di Albiolo, oggi in disuso, la struttura sorge su una collina boschiva di carpini alle cui pendici si trova un esteso sistema di aree umide che alimentano la roggia Lura di Albiolo;
- a Gironico si trovano aree umide di rilievo come il laghetto di Gironico al Monte e lo stagno in località Ciusa nei pressi del torrente Riale;
- sempre a Gironico il laghetto di Campo Amà dove è inoltre presente un’area di fitodepurazione con funzione di affinamento delle acque di prima e seconda pioggia;
- a Montano Lucino ci sono un roccolo e un'area umida in località Scimee;
- a Lurate Caccivio si trova Parco Custera, realizzato in sponda destra del torrente Lura con funzione di laminazione delle piene; al suo interno ospita uno specchio d’acqua permanente e sentieri pedonali, tra cui un percorso kneipp.